# Henning Olsen
Henning August Olsen (3. října 1890 – 26. ledna 1975) byl norský rychlobruslař.
Na mezinárodní scéně se poprvé představil v roce 1911, kdy zároveň získal bronzovou medaili na Mistrovství světa. Nedlouho předtím také zvítězil na norském šampionátu. V roce 1912 se při své jediné účasti na Mistrovství Evropy umístil na osmé příčce. Na MS 1913 byl pátý, v letech 1912 a 1914 víceboj na světových šampionátech nedokončil. Po první světové válce se k rychlobruslení vrátil, poslední závody absolvoval v roce 1921.
Jeho bratr Oskar Olsen byl také rychlobruslařem.